# جيمس بلاك (لاعب كريكت)
جيمس بلاك (18 سبتمبر 1873 - 6 مايو 1920) (بالإنجليزية: James Black)‏ هو لاعب كريكت نيوزلندي.